# Inmigración venezolana en República Dominicana
Desde principios del siglo XX existió un importante flujo de dominicanos a Venezuela, muchos de los cuales fueron atraídos por la bonanza petrolera que vivió dicho país en los años 70 y 80. Sin embargo, el flujo migratorio se ha revertido desde 2013. Año desde el cual la afluencia de venezolanos se ha incrementado exponencialmente a causa de la crisis humanitaria que experimenta Venezuela. 
Según datos oficiales de la Oficina Nacional de Estadística (ONE) dominicano en 2010 había 5.132 ciudadanos venezolanos en el país, cifra que se ha quintuplicado hasta alcanzar los 25.873 en el 2017. República Dominicana se ha posicionado entre los destinos de la emigración venezolana superando a países como Bolivia, Costa Rica, Paraguay y Uruguay.  
Dicha situación ha motivado que se realicen mayores controles migratorios en los aeropuertos del país. Por otro lado, la crisis aeronáutica de Venezuela y el cierre de aerolíneas como Acerca han provocado mayores dificultades para los migrantes. En 2018 continúan operando en la ruta Caracas-Santo Domingo y Caracas-Punta Cana por las empresas Pawa Dominicana y Laser.

## Demografías
Los datos indican que el 49% de los migrantes venezolanos son hombres y el 51% son mujeres.
| Año  | Venezolanos en República Dominicana | Fuente |
| ---- | ----------------------------------- | ------ |
| 2012 | 3 434                               | [ 7 ]  |
| 2017 | 25 872                              | [ 7 ]  |
| 2018 | 48 000                              | [ 8 ]  |